# 사뮈엘 르비앙

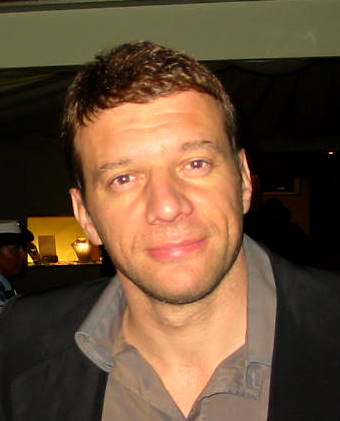

사뮈엘 르비앙(프랑스어: Samuel Le Bihan, 1965년 11월 2일 ~ )은 프랑스의 배우이다.
아브랑슈에서 태어났다.

## 도서
- Brotherhood of the Wolf

## 영화
- 코르누아이 (2012년) - 로익 역
- 트레이닝 데이: 비열한 거리 (2012년) - 토니 가르시아 역
- 돌스 앤 앤젤스 (2008년)
- 퍼블릭 에너미 넘버 원 2 (2008년)
- 디스코 (2008년)
- 프런티어 (2007년)
- 익세스 (2006년)
- 산 루이스 레이의 다리 (2004년)
- 분노 (2003년)
- 더 코드 (2002년)
- 3대0 (2002년)
- 히 러브스 미 (2002년)
- 늑대의 후예들 (2001년) - 프롱사크 역
- 젯 셋 (2000년)
- 토틀 웨스턴 (2000년)
- 새로운 시작 (1999년) - 알랭 역
- 비너스 보떼 (1999년)
- 밀고자 (1998년)
- 캡틴 코낭 (1996년)
- 프랑스 여인 (1995년)